# Rocade sud d'Alger
Pour les articles homonymes, voir Rocade sud.
La rocade sud d'Alger est une infrastructure routière (de type autoroutier), ayant la configuration 2 × 3 voies, reliant la banlieue est d'Alger (Dar El Beïda) à la banlieue ouest (Zéralda).

## Historique
La rocade sud d'Alger a été construite en plusieurs étapes entre 1976 et 1998. La première partie ouverte se situe entre Bir Mourad Raïs et Ben Aknoun.

## Parcours
- Échangeur entre Rocade Nord et rocade sud (km 45)
- Échangeur entre N 5E et Aéroport (km 42)
- : Ville desservie Zone Industrielle de Oued Smar (km 41)
- : Ville desservie Oued Smar et N 61 (km 38)
- : Villes desservies Les Eucalyptus, zone d'activité d'El-Harrach sur la N 8 (km 36)
- Échangeur entre Radiale Baraki et rocade sud (km 35)
- : Ville desservie Baraki, El-Harrach (km 34)
- : Ville desservie Gué de Constantine (Semmar), Bourouba sur la N 38 (km 32,5)
- Échangeur entre Radiale Oued Ouchayah et rocade sud (km 32)
- : Ville desservie Gué de Constantine (Ain Naadja), Kouba (Appreval) sur la  N 63 (km 31,5)
- : Ville desservie Kouba (Jolie Vue) (km 30)
- : Ville desservie Hôpital militaire de Ain Naadja (km 28,5)
- Échangeur entre pénétrante des Annassers et rocade sud (km 28)
- : Ville desservie Bir Mourad Raïs (les sources), Birkhadem (les vergers) (km 27)
- Échangeur entre A1 et rocade sud (km 26,5)
- : Ville desservie Bir Mourad Raïs (lot. Zoubir) (km 25,5)
- : Ville desservie Bir Mourad Raïs (nouveau Said Hamdine) (km 25)
- : Ville desservie Bir Mourad Raïs (Said Hamdine, Tixesraine) (km 24,5)
- : Ville desservie Hydra (km 24,5)
- : Ville desservie Ben Aknoun (Val d'Hydra) (km 22)
- : Ville desservie Ben Aknoun (Deux bassins) (km 20,5)
- Échangeur entre pénétrante de Bab El Oued et rocade sud (km 20)
- : Ville desservie Dely Ibrahim (Ain Allah) (km 19,5)
- : Ville desservie Dely Ibrahim (Grands Vents), El Achour sur la  N 36 (km 18,5)
- Échangeur entre rocade ouest d'Alger et rocade sud, Cheraga (km 14,5)
- Échangeur entre Bretelle du Club des Pins et rocade sud, Cheraga (km 13)
- : Ville desservie Staoueli (Sidi Fredj) sur la  N 41 (km 10)
- Échangeur entre A100 et rocade sud (km 8)
- : Ville desservie Zéralda (Azur Plage) (km 6,5)
- : Ville desservie Zéralda, Mahelma sur la  N 63 (km 5)
- : Ville desservie Zéralda (Hôpital) (km 4)
- : Ville desservie Zéralda (Sidi Menif) (km 2)

## Galerie

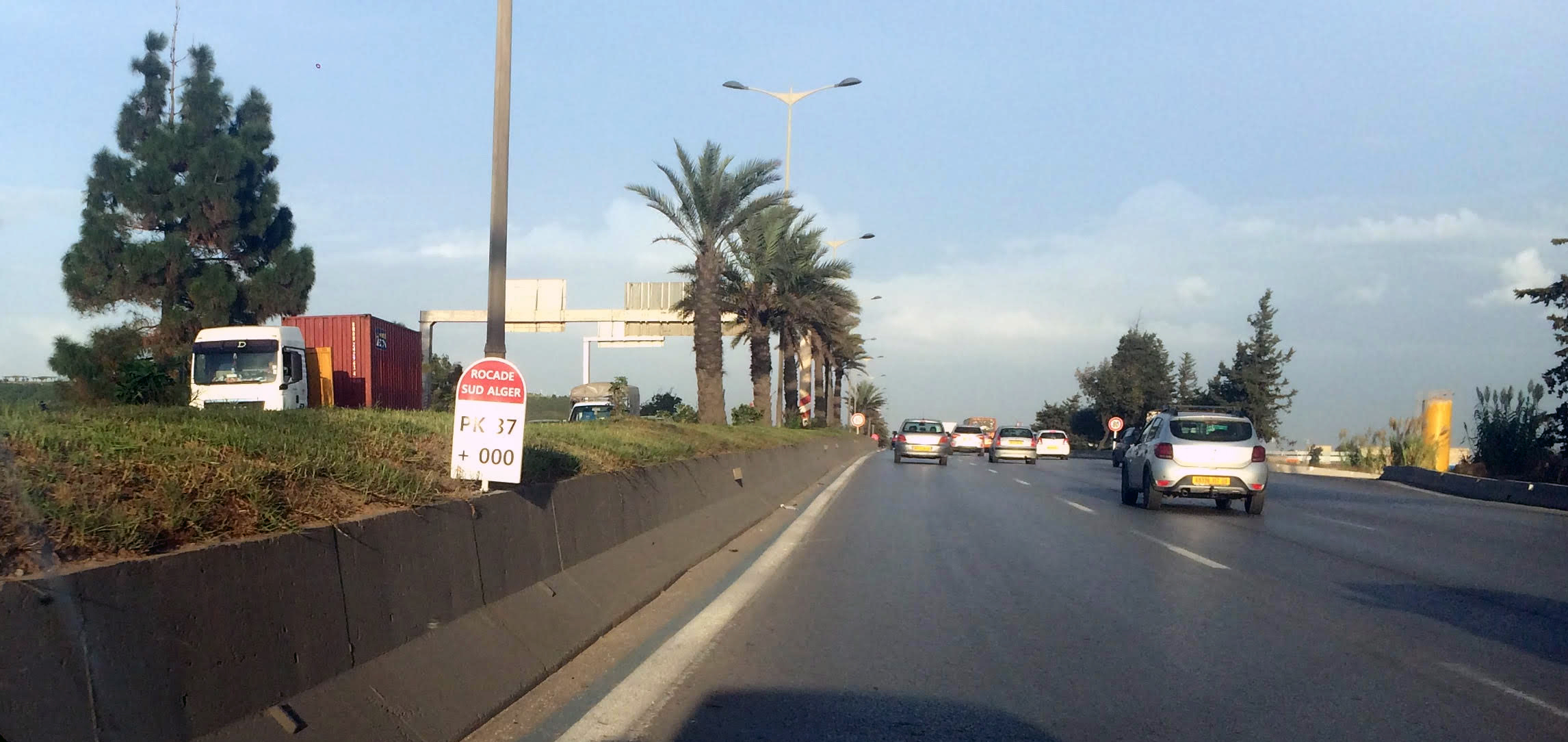
La rocade sud d'Alger au niveau de la bretelle de contournement des Eucalyptus.
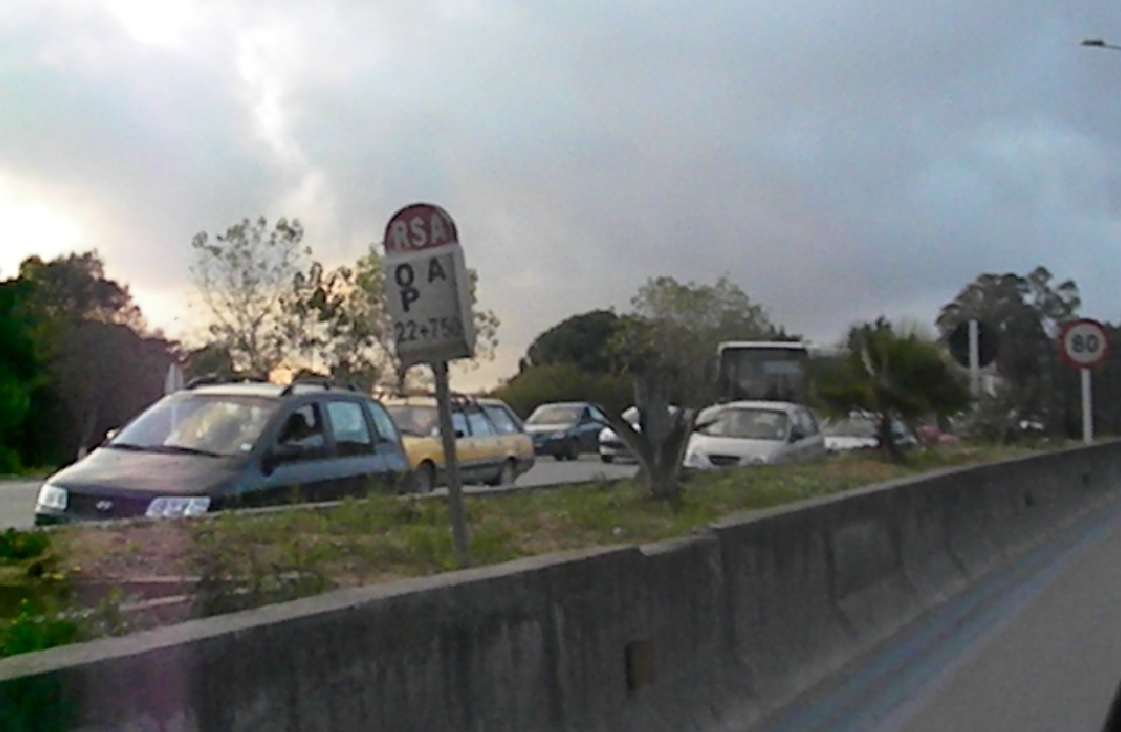
PK 22.750 près d'Hydra.